# Лужесно
Лу́жесно (бел. Лу́жасна) — деревня в Витебском районе Витебской области Республики Беларусь. Входит в состав Мазоловского сельсовета. Население — 1 771 человек (2019). Находится в 12 км от г. Витебска.

## География
Расположена в 12 км от Витебска (от центра города), 2 км от железнодорожной станции Лужесно при впадении реки Лужесянка в Западную Двину.
На Западной Двине в 800 метрах выше по течению Лужесно и устья реки Лужеснянка в 2016 году построена Витебская ГЭС, самая мощная гидроэлектростанция в Республике Беларусь.

### Гидрография
Реки Лужесянка, Западная Двина.

## Этимология
Название балтского происхождения, от названия реки Лужесно (ныне Лужесянка).
Корень Lūž- в литовском гидрониме Lūž-upis, он связан с литовским lūžti «ломаться, рваться, гнуться» и имеет конфигурационное значение.
Балтская форма *Lūžā постулируется и для сожского притока реки Лыза.
В названии Лужесно корень расширен типичным балтским гидронимическим расширителем -sn-, который также в озёрном названии Медесно недалеко от Лужесно, в днепровских балтских гидронимах Описна, Нересна, Туросна, Добосна.
Этот расширитель присутствует и в литовском названии- и словообразовании: upė «река» — upėsnis «речушка; место, где текла речка или где речка убегает в озеро».
Значение названия Лужесно можно передать как «Извилистая (река)» (река, русло которой «ломаное»).

## История
Археологические памятники вблизи деревни (Городище и селище) свидетельствуют, что эта местность была заселена в глубокой древности. Первоначально посёлок появился на месте «Тёплого леса». Впервые отмечен на карте Полоцкого и Витебского воеводств 1579 года как Luzesnia. В XV—XVI вв. деревня известна как великокняжеское владение Великого княжества Литовского. В 1530 году деревня — центр волости, принадлежала помещику Витебского воеводства Молоденю. В Лужесне до Северной войны — православная церковь Святого Николая, двор владельца.
В 1700 году в деревне 100 жителей, в их числе 20 плотогонов, 15 струговых плотников. Во время Северной войны России со Швецией (1700—1721) Лужесно было опустошено (постои, проходы войск, эпидемии), здесь остался 1 крестьянин, а вокруг, как писал очевидец, только могилы и следы бывших усадеб, заросших бурьяном.
По инвентарю 1717 года Лужесно — в королевской собственности, 33 двора, более 30 хозяев-крестьян, имевших 1/8-1/3 службы. Они платили 150 злотых чиншу (оброк деньгами), кроме этого отдавали владельцу 90 солянок зерна (солянка = 1/6 бочки = 67,75 л), 10 пудов меда. Уряднику — 24 солянки зерна. Имелась корчма.
В XVIII веке Лужесно центр имения в Витебском повете. В 1740 году здесь основано мукомольное производство, устроена водяная мельница.
На 1785 год село Лужосна было центром имения «Лужосна». Всего дворов 133, по ревизии мужеска пола душ 605, женск. 586. Всего земли 4783 десятин коллежского асессора Ивана Венедиктовича Фатова сына надворного советника Венедикта Ивановича Фатова.
В селе 16 дворов, 179 жителей.
После Первого раздела Речи Посполитой Лужесно в составе Российской империи. В 1815 году здесь построена каменная православная церковь Воздвижения Креста Господня. В 1834 году в деревне 374 ревизские мужские крестьянские души. В 1846 году имение, в состав которого входило 17 деревень, частная собственность помещика майора и кавалера Николая Еньки, имевшего 696 крестьянских душ и 3188 десятин земли. Крестьянам принадлежало 1187 десятин земли. В деревне располагался хлебозапасный (зерновой) магазин. Ежегодно 14 сентября здесь проходила ярмарка.
В 1859 году на реке Лужесянке начала работу большая водяная мельница (на 8 постав). В 1863 году на мукомольном производстве в Лужесне работало 10 рабочих, производилось муки на 27 тыс. руб.
В 1859 году владелица имения Е. Краснодембская основала винокуренный завод. 6 рабочих.
В 1863 году открылась церковно-приходская школа.
В период 14 июля 1866 г. — 13 октября 1872 г. временнообязанные крестьяне выкупали земельные наделы у Краснодембской Е. Н. имения Лужесно и Шалыги.
В 1878 году католичке Екатерине Краснодемской (Краснодембской) принадлежали имения «Лужесно» и «Шалыги» (2234 десятин земли).
В 1891 году мельницу купил купец Попов.
В 1891 году «Обществом витебских сельских хозяев» с целью устроения образцовой фермы и земледельческого училища было куплено у Екатерины Краснодемской имение «Лужесно» (101 десятина земли со всеми находившимися там постройками). Училище открыто в 1909 году. При нём были: сельскохозяйственная ферма, опытное поле, сад, садовый питомник, столярная мастерская и кузница.
В 1900 году при церковноприходской школе, существовавшей с 1863 года, открыто общежитие (интернат) на 30 мест. В 1903 году в Лужесно была ветряная мельница. В 1905 году имение (1 двор, 7 жителей) принадлежало Витебскому сельскохозяйственному обществу, которое владело 13 десятинами земли. Застенок (3 двора, 9 жителей) имел 39 десятин земли. Погост Лужесно (3 двора, 9 жителей) принадлежал церкви, имевшей 38 десятин земли. Лужеснянской церкви Воздвижения Креста Господня (настоятель Георгий Иоаннович Лиоренцевич) принадлежало 56 дес. земли.

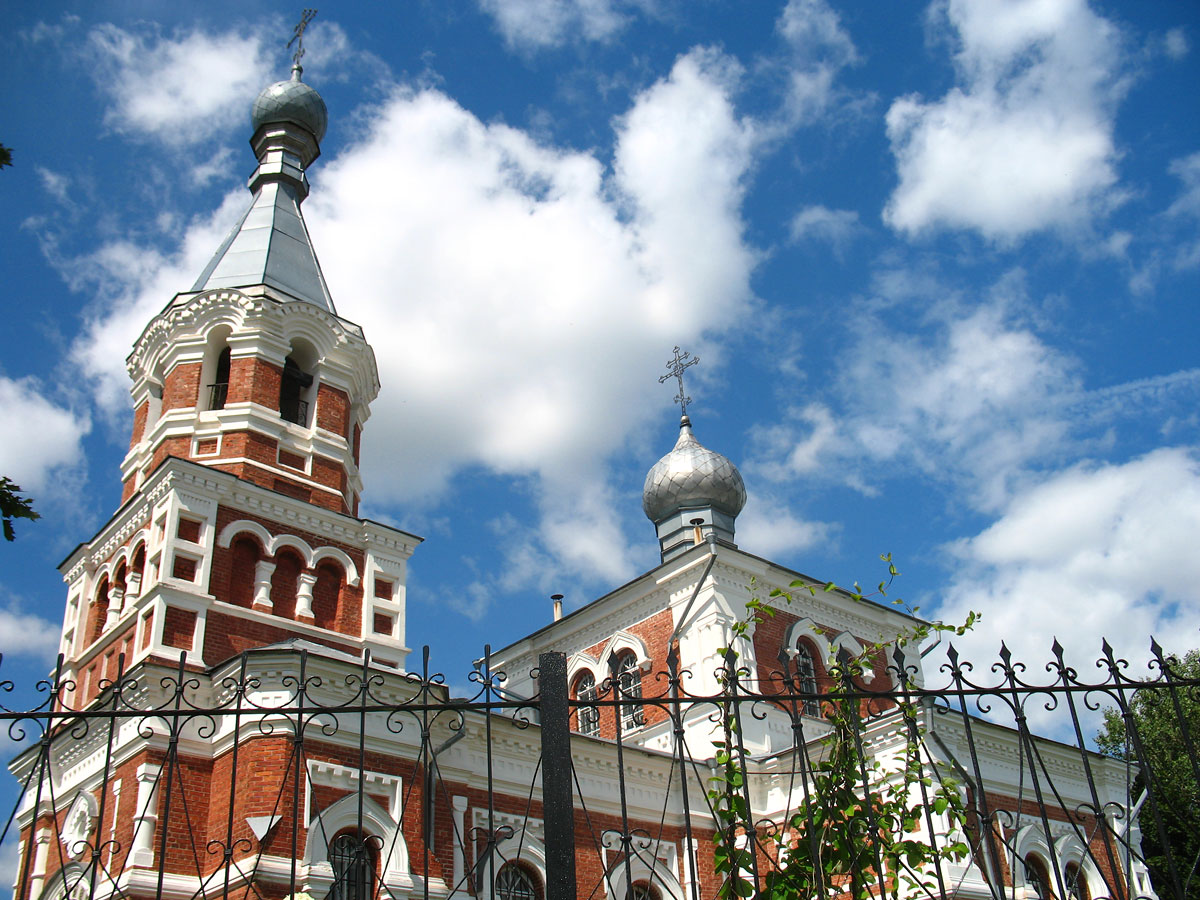
Свято-Вознесенская церковь

В 1906 году в Мишковской волости Витебского уезда Витебской губернии имение Лужесно, принадлежавшее Обществу витебских сельских хозяев, имело 43 дес. удобной земли, 48 дес. неудобной, 15 дес. под лесом. 1 двор, 4 мужчины, 3 женщины.

В 1908 году построена Свято-Вознесенская (Свято-Покровская, Покровская) православная церковь.

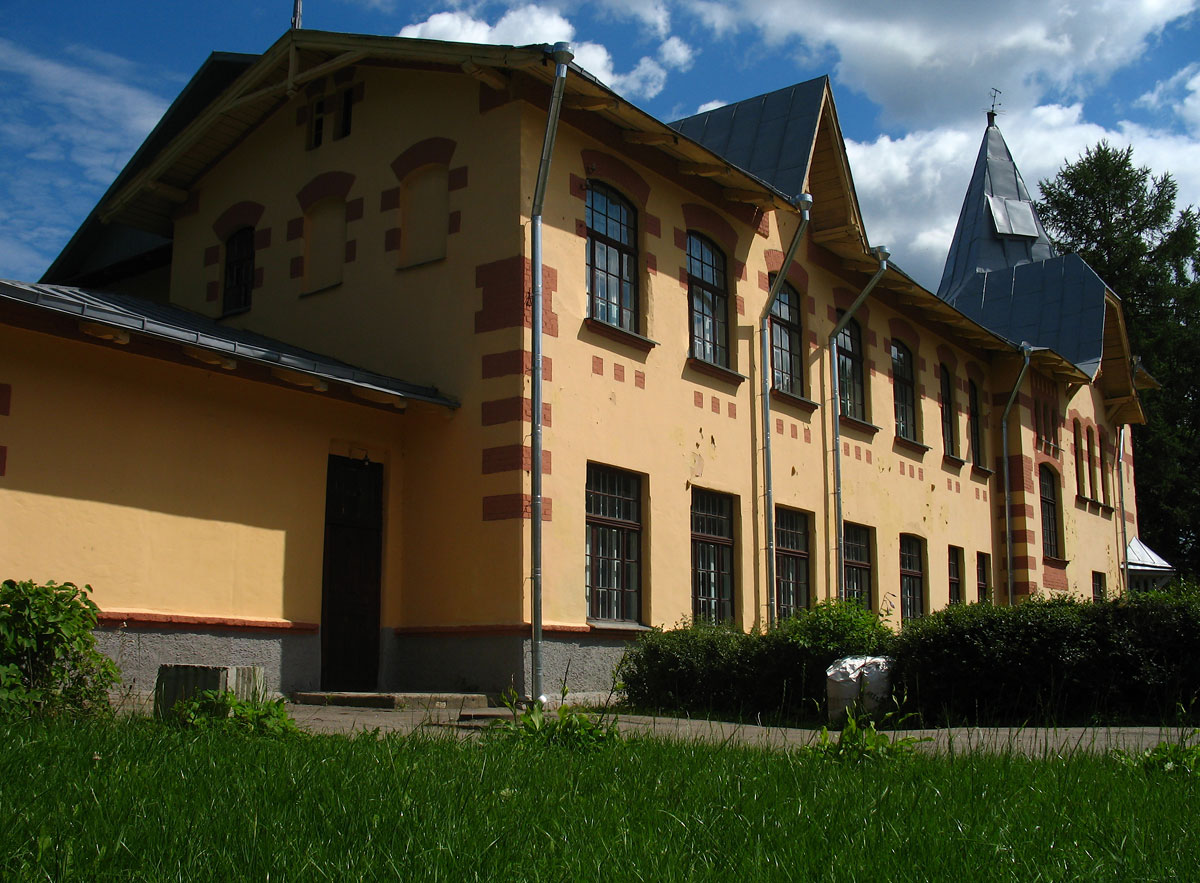
Здание бывшей Земледельческой школы (ныне-Аграрный колледж)

В 1909 году в Лужесно открыта Земледельческая школа.
В 1920 году в имении организована сельскохозяйственная артель, в 1922 году после национализации организован совхоз «Лужесно». Работала кузница, столярные мастерские. После присоединения к БССР, с 20 августа 1924 года деревня в Боровлянском сельсовете Лосвидского, с 29 октября 1924 года — Кузнецовском, с 26 марта 1927 года — образованном Витебском районе и округа, с 20 февраля 1938 года — Витебского района и области.
В 1926 году в селе 9 дворов, 35 жителей.
В 1928 году на сукновалке (прим. мастерская, где валяют сукна) (или ческа при мельнице) работало двое рабочих.
В 1930-е годы в «Тёплом лесу», недалеко от дороги от техникума до станции были организованы летние военно-полевые лагеря. Сейчас на месте лагерей остались манчжурские орехи, кусты сирени, заросли пустырника и полуразрушенный колодец.
В 1941 году в Лужесно было 45 жителей.
С июля 1941 по июнь 1944 гг. деревня оккупирована немецкими войсками, которые в 1941—1943 гг. уничтожили здесь многие сотни военнопленных, партизан и мирных жителей.
В 1941 году во время оккупации в здании современного хоздвора, где располагался ток (тогда его называли «молотарня») немцы устроили концлагерь для пленных.
3 февраля 1942 года 249-я стрелковая дивизия Г. Ф. Тарасова продвигаясь по правому берегу Двины подошла к Витебску на расстояние 4 км, но не имея подкрепления, сразу же отступила за Сураж. Образовался 40-километровый пролом в фронте, так называемые Витебские ворота.
В память о бое 1 февраля 1942 года с лужеснянским немецким гарнизоном, на здании «Старого корпуса» установлена мемориальная доска.
В 1944 году все население Лужесно было отселено немцами в город Сморгонь.
На фронте погибло 12 селян, в партизанах 3 человека. После войны деревня отстроилась.
После освобождения, уже в 1944 году, начались занятия в техникуме.
До 20 декабря 1960 года деревня в составе Боровлянского сельсовета, впоследствии — в составе новообразованного Мазоловского сельсовета, центр учебно-опытного хозяйства «Лужесно». 14 июля 1967 года с деревней объединился асфальтобетонный завод.
С конца 1960-х годов, в Лужесно начинается строительство главного корпуса для объединенных в один Лужеснянского и Бигосовского зооветеринарного техникумов. С 1970 года начинаются занятия на ветеринарном, зоотехническом, агрономическом и птицеводческом отделениях.

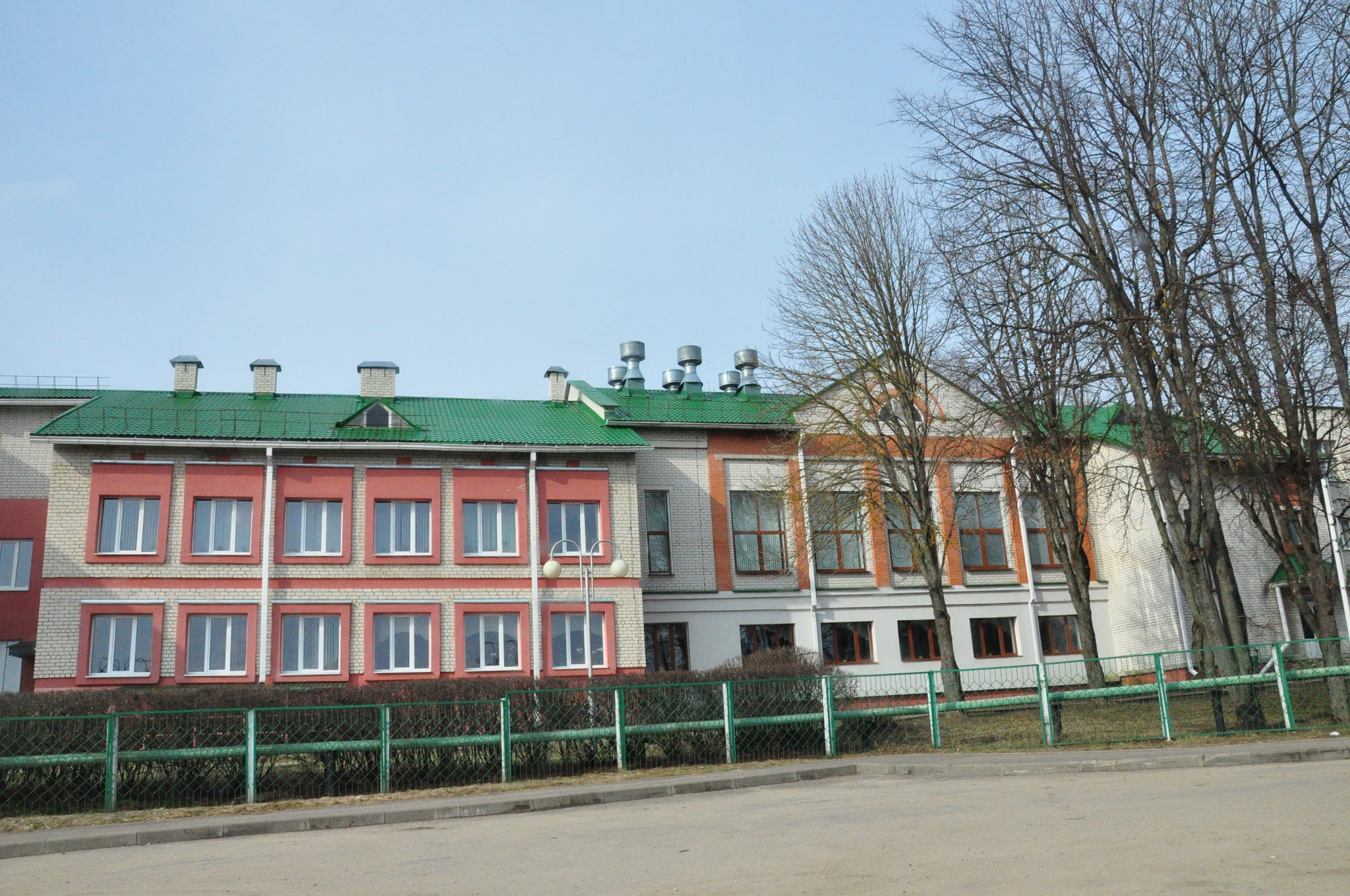
Витебское кадетское училище

Построены ветеринарный (клинический) корпус, жилые многоквартирные дома, столовая, овощехранилище, Дом быта, новая водонапорная башня, очистные сооружения. В посёлке был проведён водопровод.
Железнодорожная станция Лужесно появилась в середине XIX века при строительстве трассы Санкт-Петербург — Одесса.
В 1979 году детский дом № 29 становится школой-интернат для детей с тяжёлыми нарушениями речи. В 1994 году на её базе основана Лужеснянская гимназия-интернат для способных и талантливых детей.
В 2011 году решением Витебского областного исполнительного комитета на базе учреждения образования «Лужеснянская школа-интернат-гимназия для способных и талантливых детей Витебской области» образовано Витебское кадетское училище.
На 2014 год 701 хозяйство, 1646 жителей. Моложе трудоспособного возраста 363, трудоспособного возраста 948, старше трудоспособного возраста 335 человек.

## Население

### Численность
- 2019 год — 1 771 житель

### Динамика
- 1926 год — 9 дворов, 35 жителей
- 1941 год — 45 жителей
- 1999 год — 1 803 жителей (перепись населения)
- 2003 год — 542 домовладений, 1 876 жителей
- 2009 год — 1 850 жителей (перепись населения)[13][15]
- 2014 год — 701 хозяйство, 1646 жителей
- 2019 год — 1 771 житель (перепись населения)

## Железнодорожная станция и деревня «Станция Лужесно»

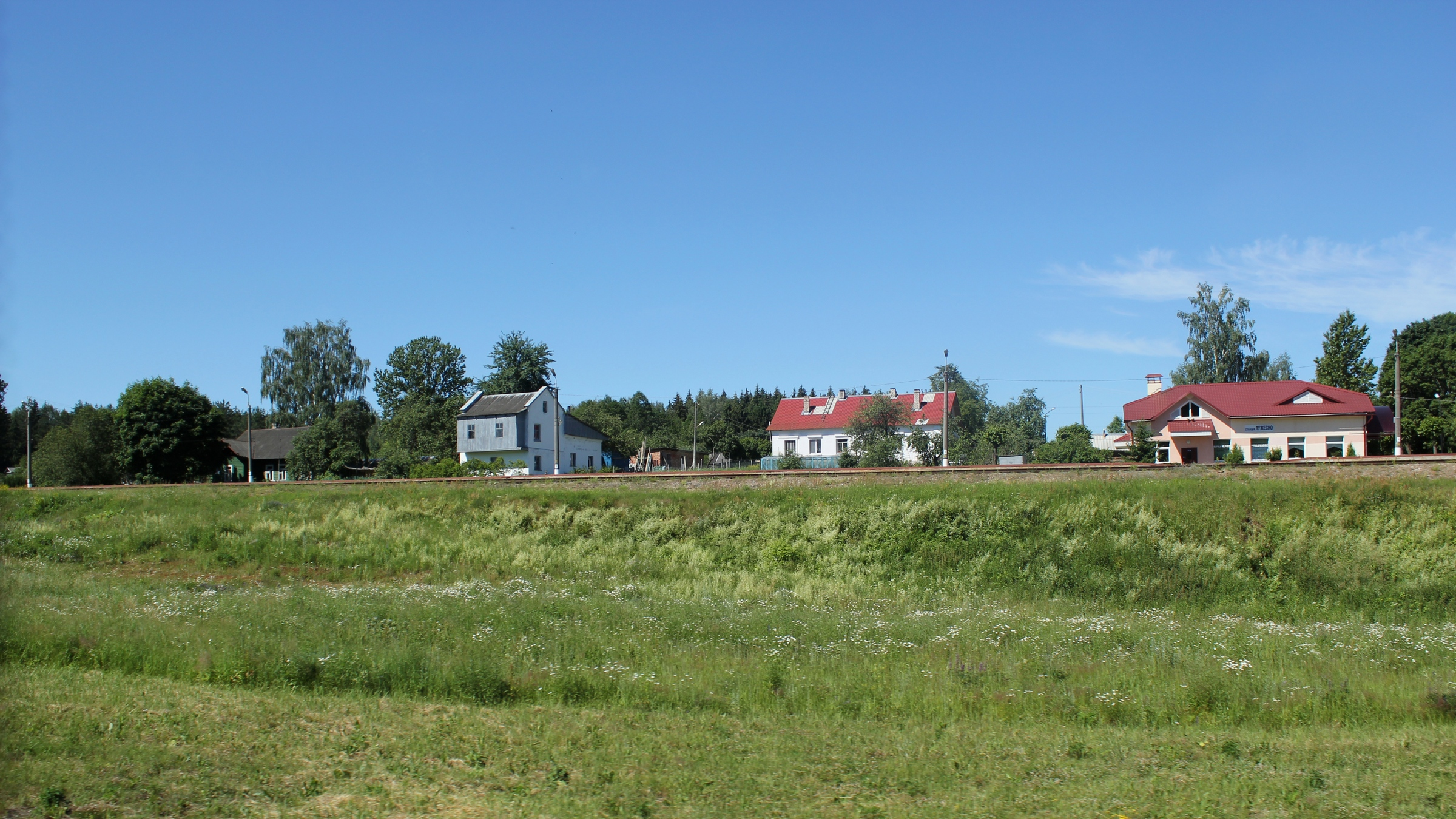
Железнодорожная станция Лужесно

Постоянное движение на этом участке Московско-Виндаво-Рыбинской железной дороги началось в 1904 году. Станция Лужесно находится в 2,2 км от Лужесно.

## Образование
- Аграрный колледж УО «Витебская государственная академия ветеринарной медицины» (Лужеснянский совхоз-техникум имени Ф. А. Сурганова).
- ГУО «Лужеснянская базовая школа Витебского района»
- Витебское кадетское училище (ул. М. Лынькова, 3).
- Ясли-сад
- Филиал Мазоловской детской школы искусств

## Культура
- Дом культуры
- Библиотека
- Музей аграрного колледжа
- Музей ГУО «Лужеснянская базовая школа Витебского района»

## Достопримечательности

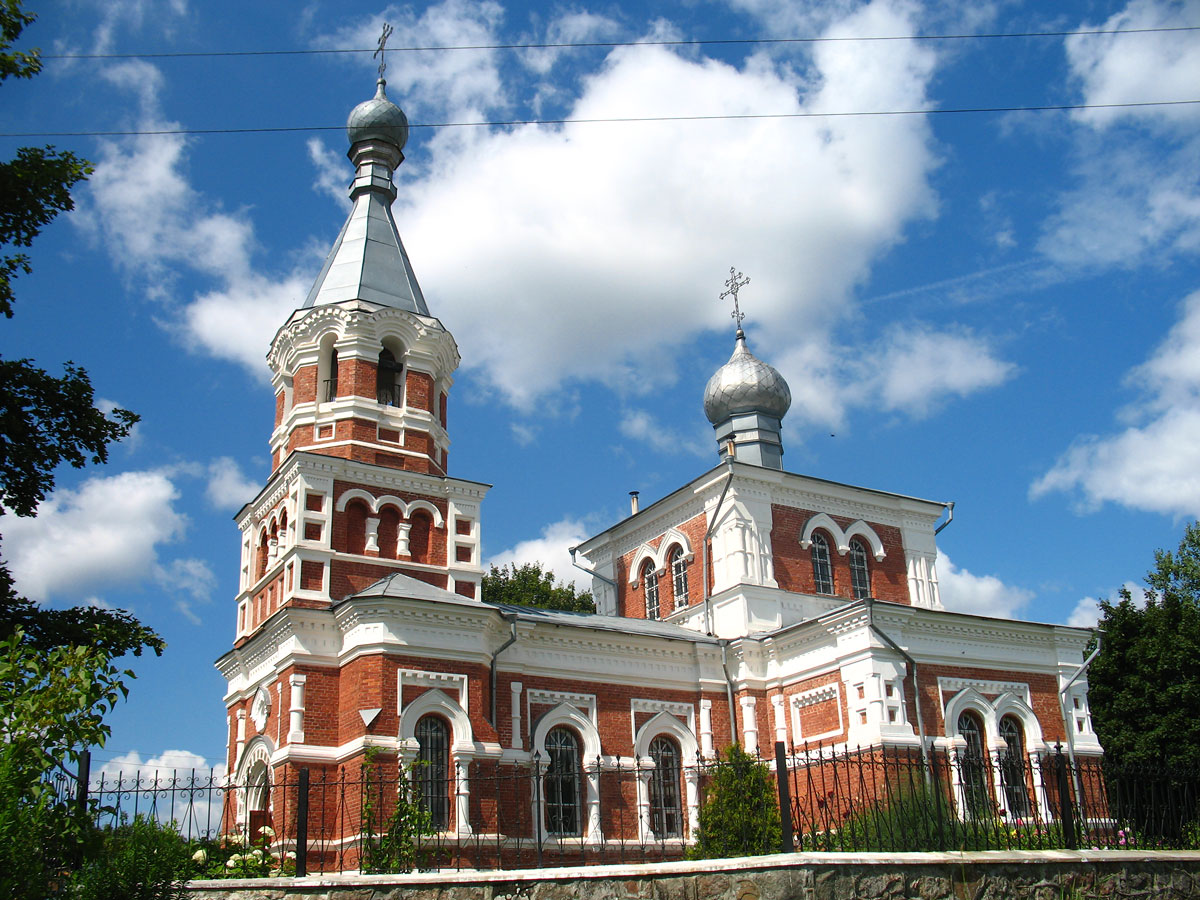
Свято-Вознесенская церковь

- Свято-Вознесенская церковь (Свято-Покровская, Покровская) (1908), ул. Лынькова, 22. Зодчий Коршиков Владими Фёдорович. Памятник архитектуры ретроспективно-русского стиля —  Историко-культурная ценность Республики Беларусь, шифр 212Г000895.
- Дом священника и дьяка Покровской церкви.
- Здание бывшей Крестовоздвиженской церкви (XV—XVI вв., реконструкция 1815 г.). Построена из кирпича, оштукатурена и побелена. Имела три входа, купол, одноярусную колокольню на главном фасаде.
- Здание Земледельческого училища (к. XIX в.) и комплекс деревянных зданий бывшей Земледельческой школы (1909 г.) (ныне аграрный колледж) с флигелем. Построено во 2-й половине XIX века в стиле «модерн», реконструировано в 1905—1909 гг. —  Историко-культурная ценность Республики Беларусь, шифр 212Г000289.
- Кладбище бывшей деревни Слободка (изначально — старообрядческое).
- Древние каменные кресты (XVII—XIX вв.) в «Слободке».
- Хоздвор ЛСХТ — место немецкого концентрационного лагеря в годы Великой Отечественной войны.
- Здание бывшей бани и ветеринарной лечебницы (1933 г.).

### Городище и селище
Археологические памятники (среди болота в 0,5 км на запад от Лужесно), V в. до н. э. — VIII в. н. э. Находятся в так называемом «Тёплом лесу», в 0,5 км от пересечения республиканской автодороги Р115 (Витебск—Городок) и местной автодороги Н2300 (Витебск—Руба).
- Городище[17] железного века Днепро-двинской культуры —  Историко-культурная ценность Республики Беларусь, шифр 213В000290. Городище укреплено двумя валами. Среди археологических находок — фрагменты лепной посуды, железные ножи, серпы, бронзовая подвеска.
- Селище[17] третьей четверти 1-го тысячелетия н. э. —  Историко-культурная ценность Республики Беларусь, шифр 213В000291. При раскопках найдены углублённое в землю жилище с печью-каменкой, бронзовый пинцет, лепная керамика.

### Памятник, скульптура
- Памятный знак на месте уничтожения советских граждан. На северо-восточной окраине Лужесно, где в 1941—1943 гг. фашистами уничтожены сотни партизан, военнопленных и мирных жителей. Установлен в 1972 году.
- Место боя 1942 года. Мемориальная доска на здании Аграрного колледжа (1972). В честь разгрома 1 февраля 1942 года бойцами 4-й ударной армии и партизанами отряда имени М. Ф. Бирюлина фашистского гарнизона.
- Памятник В. И. Ленину.

### Памятник природы, заказник
- Дендропарк. Заложен в 1974 году Николаем Трофимовичем Рожковым, преподавателем Лужеснянского сельхозтехникума. Расположен на территории аграрного колледжа, вдоль правого берега Западной Двины и устьевой части правого берега реки Лужесянки. Площадь 8,8 га. Памятник природы, особо охраняемая природная территория.

### Утраченное наследие
- Водяная мельница (не сохранилась, уничтожена в годы Великой Отечественной войны).

## Галерея

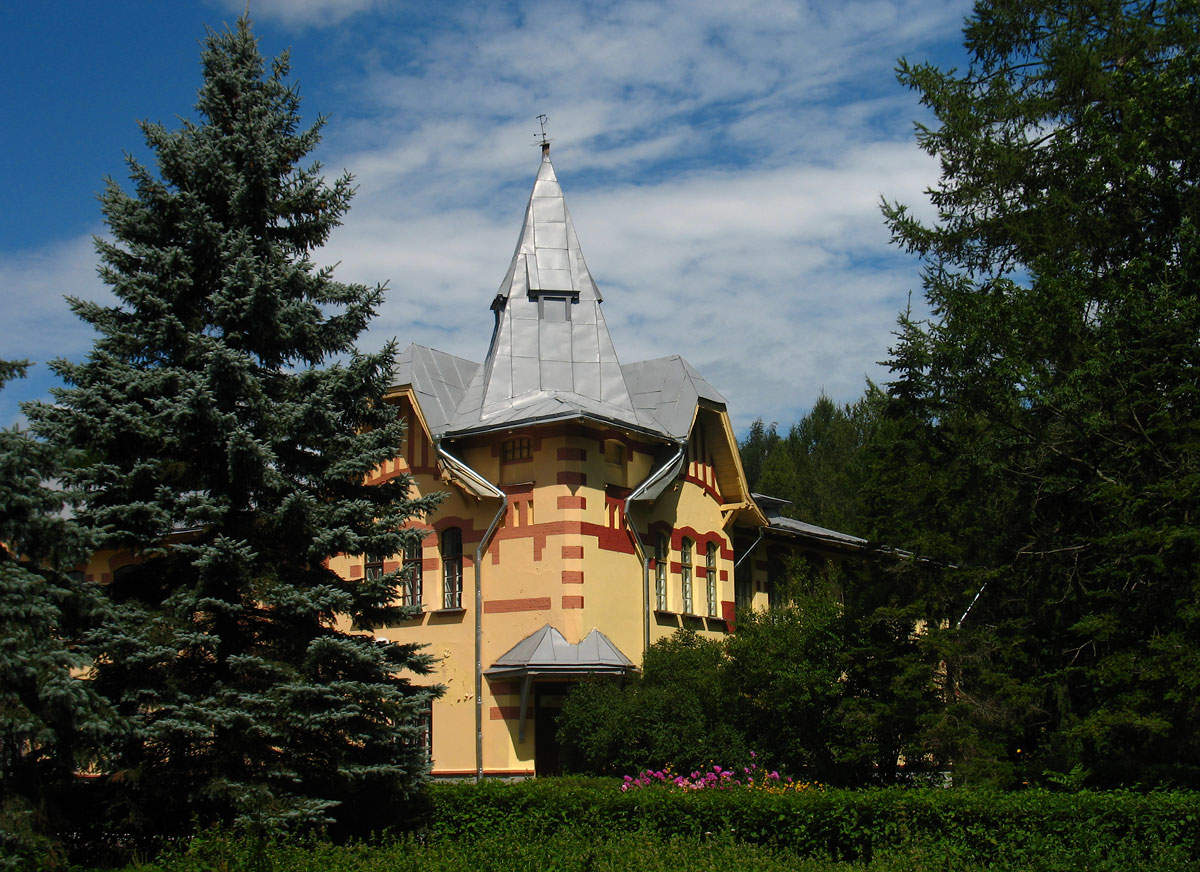
Здание бывшей Земледельческой школы (ныне-Аграрный колледж)
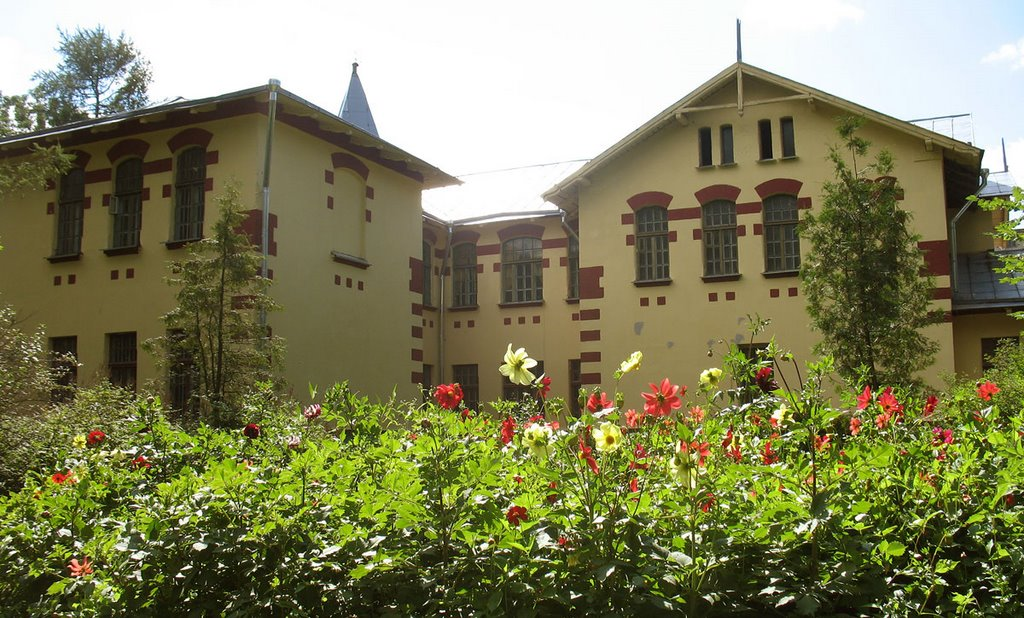
Один из корпусов Аграрного колледжа УО "ВГАВМ"
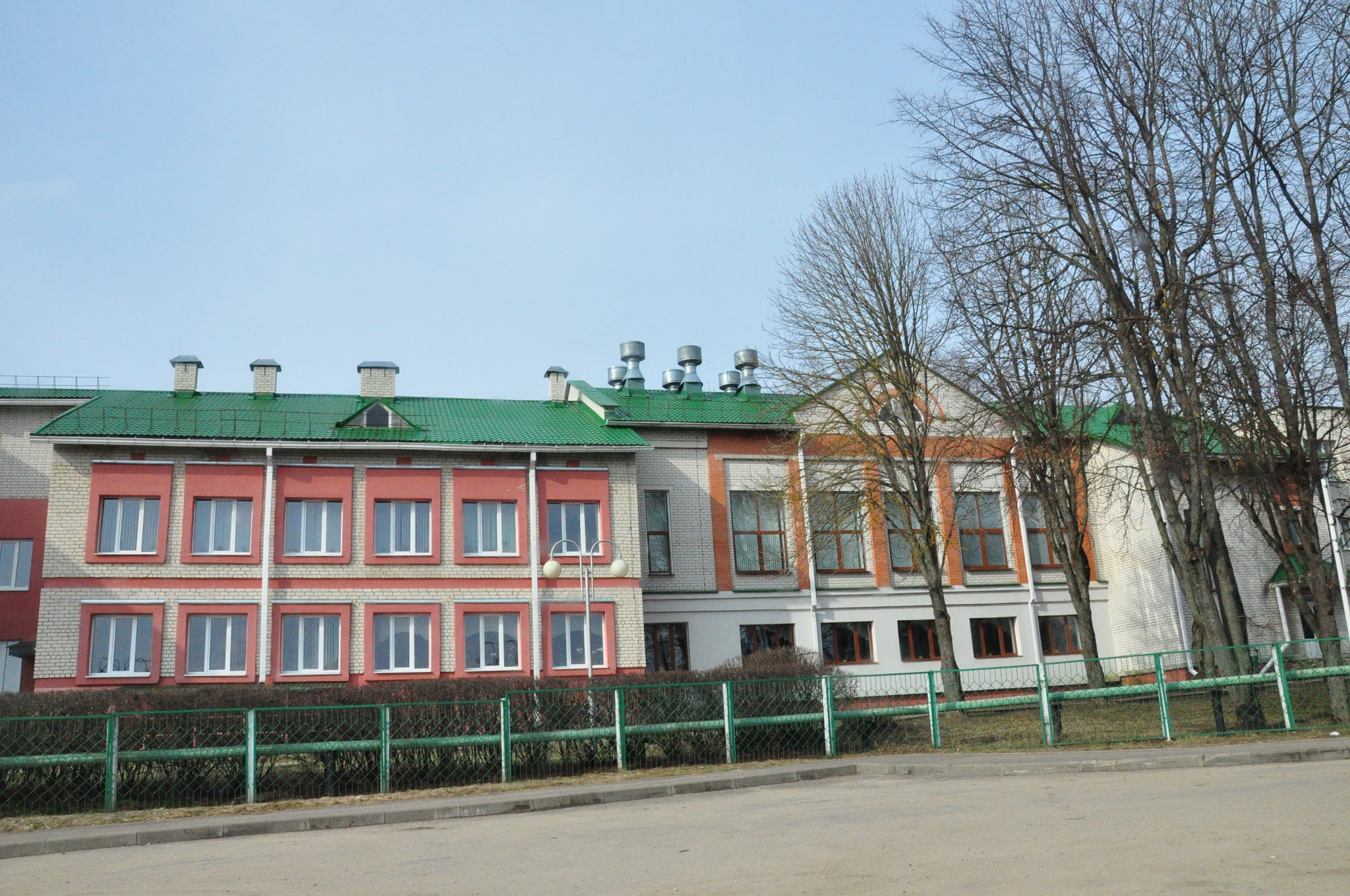
Витебское кадетское училище
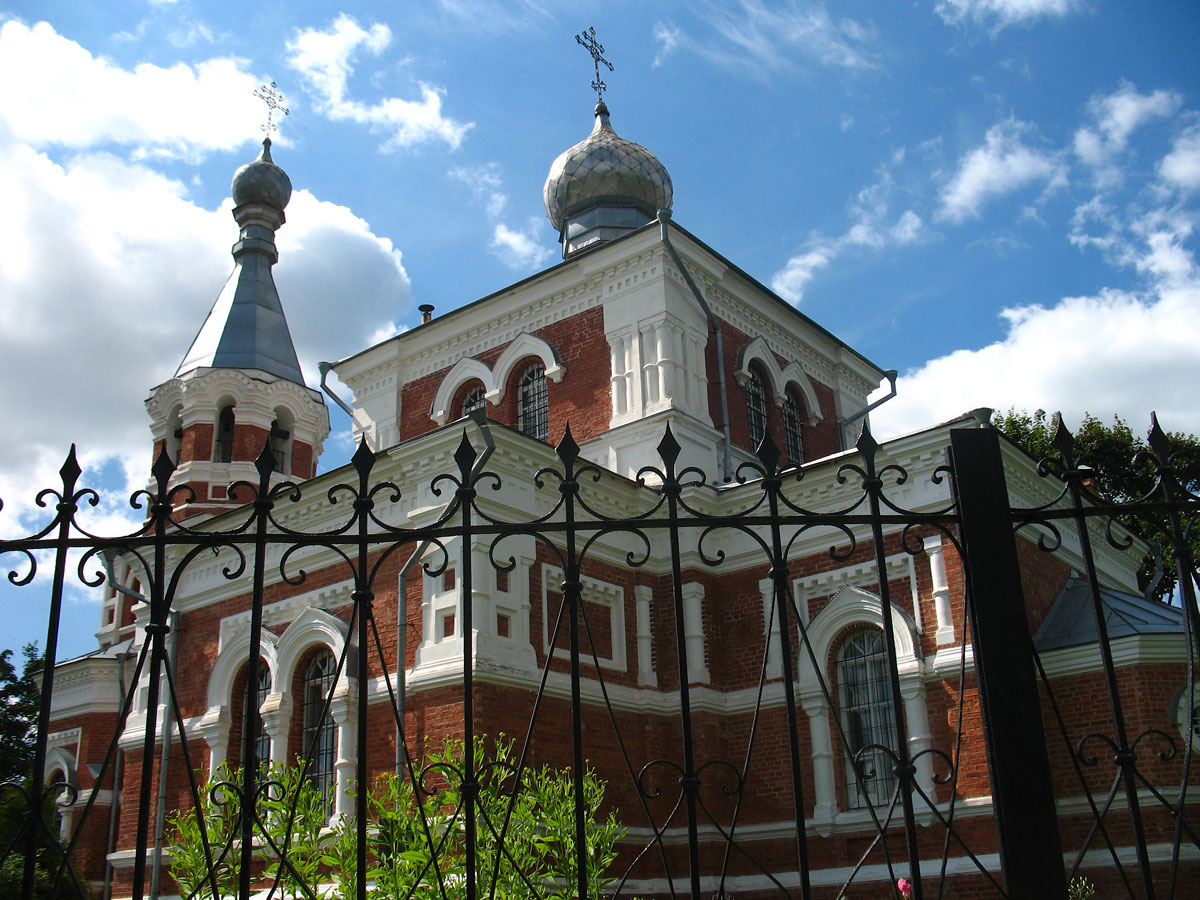
Свято-Вознесенская церковь
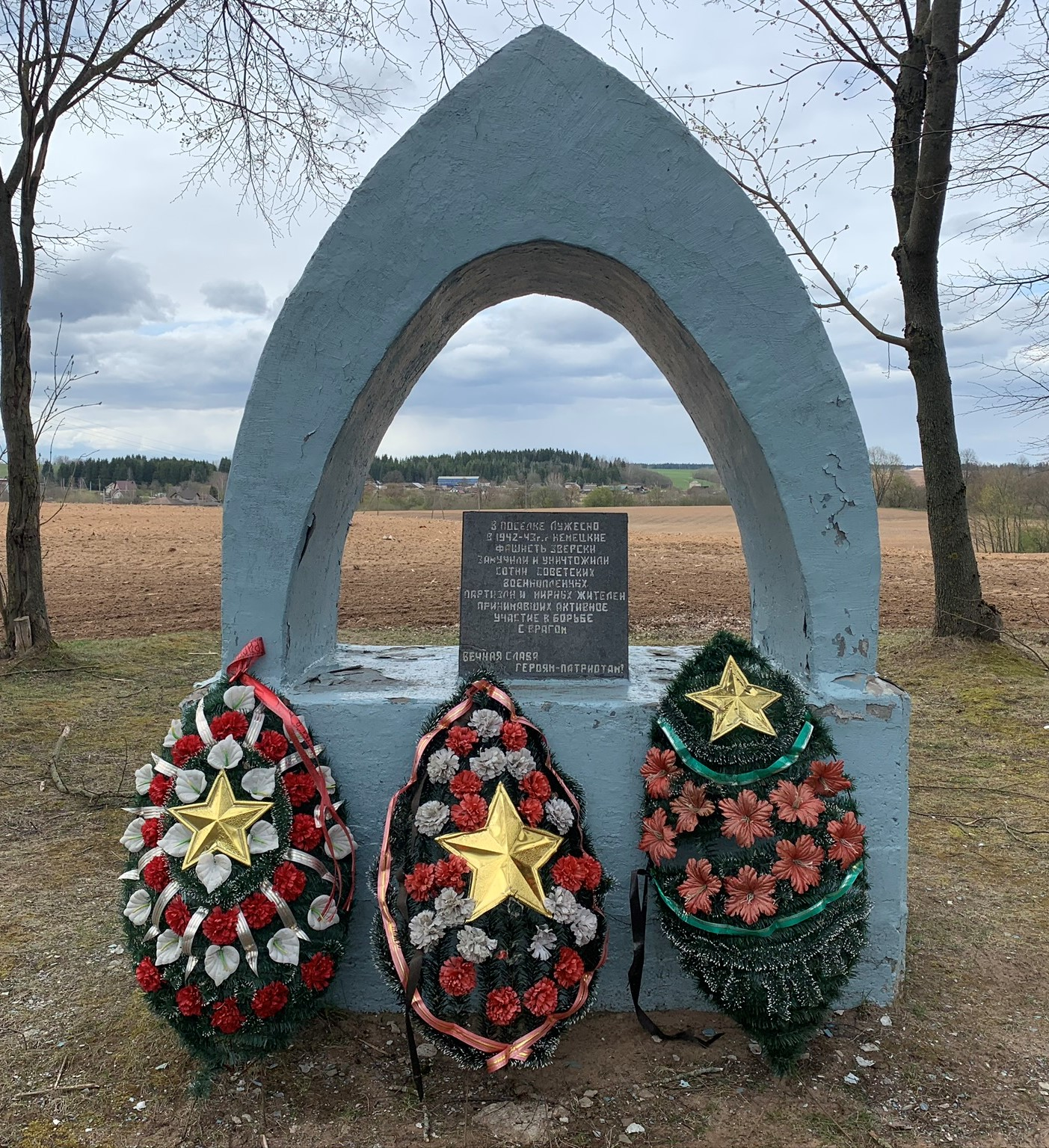
Памятный знак на месте уничтожения советских граждан
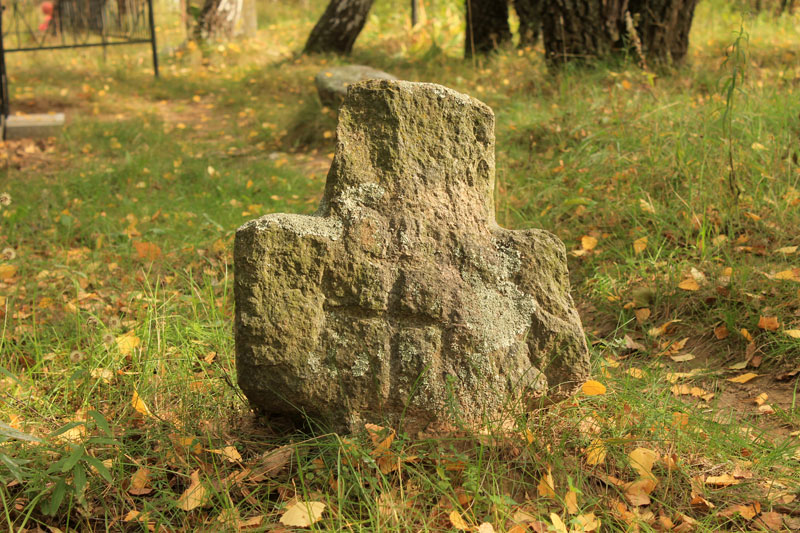
Древние каменные кресты (XVII—XIX вв.) в «Слободке»